# Feats Don't Fail Me Now
Feats Don't Fail Me Now es el cuarto álbum de estudio de la banda estadounidense Little Feat. Fue publicado el 9 de agosto de 1974 a través de Warner Bros. Records.

## Grabación y contenido
Feats Don't Fail Me Now contenía ocho canciones. Según Richie Hayward, «Wait till the Shit Hits the Fan» se remonta a su álbum debut, pero la banda había tenido problemas para grabarla en los dos álbumes anteriores, debido a su compás de 7
8. Fue descartada hasta las sesiones de este álbum, cuando se grabó bajo el título de «The Fan». Feats Don't Fail Me Now marcó un cambio en la dinámica de la banda. Frustrados por la falta de compromiso por parte de George, que luchaba cada vez más contra los efectos de su estilo de vida de rock 'n' roll, Paul Barrère y Bill Payne tomaron la iniciativa durante las sesiones de grabación, y contribuyeron con más canciones que nunca a un álbum de Little Feat. “En el momento en que lo hicimos”, señaló Payne, “creo que fue difícil para él aceptarlo”.

## Recepción de la crítica
Un escritor no especificado de Billboard declaró: “Habitual buena mezcla de rock, blues y country respaldada por una excelente vocalización de este grupo demasiado subestimado. Lowell George es fácilmente uno de los mejores guitarristas de rock de la escena musical actual, y su voz combinada con el canto y los excelentes teclados de Bill Payne son una de las combinaciones más ganadoras de la música contemporánea”. Un escritor no especificado de Record World declaró: “La magnificencia musical como rock se presenta en un estado sincero, embellecido sólo por material de alto calibre, la mejor musicalidad y honestidad vocal. Todas las melodías incluidas son tensas, rítmicas y valientes”.

## Créditos y personal
Créditos adaptados desde las notas de álbum de Feats Don't Fail Me Now.
Little Feat
- Bill Payne – teclados, voces
- Richie Hayward – batería, voces
- Lowell George – guitarra, voces, producción
- Ken Gradney – bajo eléctrico
- Sam Clayton – percusión
- Paul Barrere – guitarra

Músicos adicionales
- Gordon DeWitty – clavinet
- Emmylou Harris – coros
- Fran Tate – coros
- Bonnie Raitt – coros
- Tower of Power – trompa

## Posicionamiento
| Gráfica (1974)                            | Pico de posición |
| ----------------------------------------- | ---------------- |
| Australia (Kent Music Report)             | 73               |
| Canadá (RPM Top Albums)                   | 40               |
| Estados Unidos (Billboard Top LPs & Tape) | 36               |

## Certificaciones y ventas
| País                                                     | Certificación | Ventas   |
| -------------------------------------------------------- | ------------- | -------- |
| Estados Unidos (RIAA)                                    | Oro           | 500 000* |
| Reino Unido (BPI)                                        | Plata         | 60 000*  |
| *cifras de ventas basadas únicamente en la certificación |               |          |